# La Jonquera
La Jonquera és un municipi de la comarca de l'Alt Empordà. En la legislatura de 2015 a 2019, l'alcaldessa fou Sònia Martínez Juli.

## Geografia
- Llista de topònims de la Jonquera (Orografia: muntanyes, serres, collades, indrets…; hidrografia: rius, fonts…; edificis: cases, masies, esglésies, etc.).

Està situat a l'extrem nord de l'Alt Empordà, en el límit amb la comarca nord-catalana del Vallespir pel coll del Pertús, actual frontera entre els estats espanyol i francès. Accidentat per la serra de l'Albera. Hi predominen els boscos d'alzina surera.
L'antic terme de Requesens (a l'est del municipi) forma part, des del 1986, del Paratge Natural d'Interès Nacional de l'Albera.
La carretera N-II i l'autopista AP-7 (sortida d'accés número 2) comuniquen la Jonquera amb la resta de la comarca i de Catalunya, i li donen accés a una de les principals vies de comunicació internacional entre els estats espanyol i francès.

## Història
L'àrea sempre ha estat un pas important a través dels Pirineus. L'autopista contemporània AP-7 s'estén no gaire lluny de l'antiga calçada romana, la Via Augusta. A prop d'allà hi ha un altar erigit per Pompeu al Coll de Panissars. El nom prové precisament de la mansi romana de Iuncaria, que no es troba sota la població actual sinó a diversos quilòmetres, a Figueres.6
La Jonquera va ser l'escenari d'un conflicte que va involucrar els croats francesos en retirada el 1285 que van acabar en la derrota.
Des del segle XIII i fins a la fi del règim senyorial, a mitjans del segle XIX, fou possessió dels Rocabertí. El Tractat dels Pirineus (1659) va situar la nova frontera entre les monarquies hispànica i francesa a la serra de l'Albera, fet que va marcar la història posterior de la Jonquera.

## Demografia
| Entitat de població   | Habitants (2023) |
| la Jonquera           | 3.322            |
| el Portús             | 51               |
| Veïnat de Sant Julià  | 13               |
| Veïnat de Canadal     | 1                |
| muntanya de Requesens | 0                |
| Font: Idescat         |                  |

| 1497 f | 1515 f | 1553 f | 1717 | 1787 | 1857  | 1877  | 1887  | 1900  | 1910  |
| ------ | ------ | ------ | ---- | ---- | ----- | ----- | ----- | ----- | ----- |
| 48     | 25     | 22     | 243  | 416  | 1.881 | 2.227 | 2.070 | 1.588 | 1.635 |

| 1920  | 1930  | 1940  | 1950  | 1960  | 1970  | 1981  | 1990  | 1992  | 1994  |
| ----- | ----- | ----- | ----- | ----- | ----- | ----- | ----- | ----- | ----- |
| 1.588 | 1.273 | 1.152 | 1.199 | 1.578 | 1.964 | 2.420 | 2.755 | 2.522 | 2.522 |

| 1996  | 1998  | 2000  | 2002  | 2004  | 2006  | 2008  | 2010  | 2012  | 2014  |
| ----- | ----- | ----- | ----- | ----- | ----- | ----- | ----- | ----- | ----- |
| 2.384 | 2.490 | 2.565 | 2.790 | 2.920 | 3.020 | 3.107 | 3.106 | 3.203 | 3.115 |

| 2016  | 2018  | 2020  | 2022  | 2024  | 2026 | 2028 | 2030 | 2032 | 2034 |
| ----- | ----- | ----- | ----- | ----- | ---- | ---- | ---- | ---- | ---- |
| 3.231 | 3.233 | 3.320 | 3.317 | 3.408 | -    | -    | -    | -    | -    |

## Economia
L'agricultura de secà i la manipulació del suro van ser tradicionalment les activitats econòmiques més importants. En l'actualitat la base de l'economia municipal és l'activitat derivada de la duana d'el Portús ―denominació empordanesa del poble del Pertús, part del qual (el barri dels Límits) pertany a la Jonquera.

## Fills il·lustres
- Salvador Genís i Bech, periodista, escriptor i pedagog
- Enric Suñer i Mir, (1920-2016), compositor de sardanes.

## Llocs d'interès
- Paratge Natural d'Interès Nacional de l'Albera
- Estanys de la Jonquera
- Museu Memorial de l'Exili (MUME)[2][3]
- Església parroquial de Santa Maria, de finals del segle xviii (façana del segle xv).
- Al coll de Panissars hi ha les restes d'un priorat benedictí medieval, Santa Maria de Panissars i els basaments d'una gran edificació romana, identificada amb la Mansio Summum Pyrenaeum (en el punt de trobada entre la Via Domitia i la Via Augusta) i els trofeus que Pompeu erigí després de vèncer Sertori.
- Castells declarats Béns culturals d'interès nacional:
  - L'antic poble de Requesens, accessible per Cantallops, compta amb el Santuari de la Mare de Déu de Requesens i el castell de Requesens, reconstruït a finals del segle xix.
  - Ruïnes de l'antic castell de Rocabertí, antiga seu del vescomtat del mateix nom.
  - El castell de Canadal
- Ermites romàniques:
  - Sant Jaume de Canadal del segle ix
  - Sant Pere del Pla de l'Arca
  - Sant Martí del Forn del Vidre del segle x
  - Santa Llúcia de la Jonquera
  - Sant Miquel de Solans
  - Sant Julià dels Torts del segle xii.
- El casal de Ca l'Armet, al carrer Major, d'època moderna, amb salons decorats amb pintures i un important arxiu familiar.
- La Porta Catalana (construïda per Josep Lluís Sert el 1982), a l'àrea de servei de la Jonquera, a l'autopista AP7.

- Monuments megalítics:
  - Dolmen del Canadal
  - Dòlmens del Mas Baleta I - II - III
  - Dòlmens dels Estanys I - II - III
  - Dòlmens del Coll de Madàs I - II
  - Dolmen dels Mesclants
  - Dolmen del Pla de l'Arca
  - Menhirs dels Estanys I - II